# 274301 Wikipedia
274301 Wikipedia (trước đây có các tên tạm: 2008 QH24, 2007 FK34, 1997 RO4) là một tiểu hành tinh vành đai chính. Nó được phát hiện tại Đài thiên văn Andrushivka tại miền Bắc Ukraine vào tháng 8 năm 2008. Tiểu hành tinh này được đặt tên theo bách khoa toàn thư trực tuyến Wikipedia vào tháng 1 năm 2013.

## Phát hiện
Tiểu hành tinh được các nhà thiên văn học phát hiện tại Đài thiên văn Andrushivka (A50), đài thiên văn tư nhân duy nhất tại Ukraina, đài thiên văn này đã phát hiện hơn 90 tiểu hành tinh từ năm 2003. Nhóm Andrushivka tìm thấy nó lần đầu tiên ngày 25 tháng 8 năm 2008, lúc 22:47 (UTC). Nó cũng được quan sát vào đêm sau và được đặt tên tạm là 2008 QH24. Sau khi lần quan sát ngày 6 tháng 9 bởi nhóm Andrushivka, quỹ đạo của tiểu hành tinh được tính chính xác. Dữ liệu chứng minh rằng 2008 QH24 là cùng một tiểu hành tinh với 1997 RO4 và 2007 FK34, chúng đã được tìm thấy tại các đài thiên văn Caussols-ODAS (Pháp), Khảo sát Núi Lemmon (Arizona, Mỹ), và Đài thiên văn Steward (Arizona). Ngày 18 tháng 4 năm 2011, tiểu hành tinh được đặt mã số 274301. Thành phần của tiểu hành tinh chưa rõ nhưng có lẽ có cả đá và kim loại, giống những tiểu hành tinh khác trong vành đai chính.

## Tên gọi
Ủy ban Danh pháp các Thiên thể nhỏ quyết định chỉ định tên "Wikipedia" cho tiểu hành tinh, và quyết định này được xuất bản trong tạp chí Minor Planet Circular ngày 27 tháng 1 năm 2013. Tên gọi này được Andriy V. Makukha - một ủy viên Wikimedia Ukraina - đề nghị và chủ đài thiên văn - Yuri M. Ivashchenko - nộp cho Ủy ban Danh pháp.
Lời công bố tên gọi chính thức (tạm dịch):
| “                                                  | Wikipedia là một bách khoa toàn thư trực tuyến có nội dung tự do và bản quyền bên trái được người ta cộng tác sửa đổi từ khi khánh thành năm 2001. Trong 11 năm biên tập, nó đã trở thành một trong những tác phẩm tham khảo lớn nhất và một trong những trang web được truy cập nhiều nhất trên Internet. Nó được phát triển trong hơn 270 ngôn ngữ bởi những người say mê ở khắp thế giới. | ” |
| — Liên đoàn Thiên văn Quốc tế, 13 tháng 1 năm 2013 | |   |